# Chaumuzy
Chaumuzy est une commune française, située dans le département de la Marne en région Grand Est.

## Géographie

### Localisation
Chaumuzy se trouve à l'ouest du département de la Marne, en région Grand Est. Elle appartient à la région agricole du Tardenois.
La commune s'étend sur une superficie de 1 994 hectares, au sein de la Montagne de Reims et de son parc naturel régional. Sur son territoire, l'altitude varie de 111 à 264 mètres. Le village de Chaumuzy se situe dans la vallée de l'Ardre. À l'ouest, il est surplombé par le vignoble et le Bois d'Éclisse (233 m). Au nord-est, le village est dominé par le Bois de Rouvroy (plus de 245 m). Enfin, la partie sud de la commune abrite le Bois de Courton, dont une grande partie dépasse les 250 mètres d'altitude.
Par la route, Chaumuzy se situe à 60 km de Châlons-en-Champagne, préfecture du département, à 19 km de Reims, sous-préfecture, et à 24 km de Dormans, bureau centralisateur du canton de Dormans-Paysages de Champagne dont dépend Chaumuzy depuis 2015. La commune fait en outre partie du bassin de vie de Reims.
Chaumuzy est limitrophe de 11 communes :
|                                               | Bligny            | Bouilly, Courmas          |
| Chambrecy, Champlat-et-Boujacourt             | Chaumuzy          | Marfaux                   |
| La Neuville-aux-Larris, Belval-sous-Châtillon | Fleury-la-Rivière | Pourcy, Nanteuil-la-Forêt |

### Hydrographie

#### Réseau hydrographique
La commune est traversée par la ligne de partage des eaux entre les régions hydrographiques « la Seine de sa source au confluent de l'Oise (exclu) » et « la Seine du confluent de l'Oise (inclus) à l'embouchure » au sein du bassin Seine-Normandie. Elle est drainée par l'Ardre, le Fond de Nappes, le cours d'eau 01 de la commune de Chaumuzy,.
L'Ardre, d'une longueur de 39 km, prend sa source dans la commune de Saint-Imoges et se jette dans la Vesle à Fismes, après avoir traversé 18 communes.

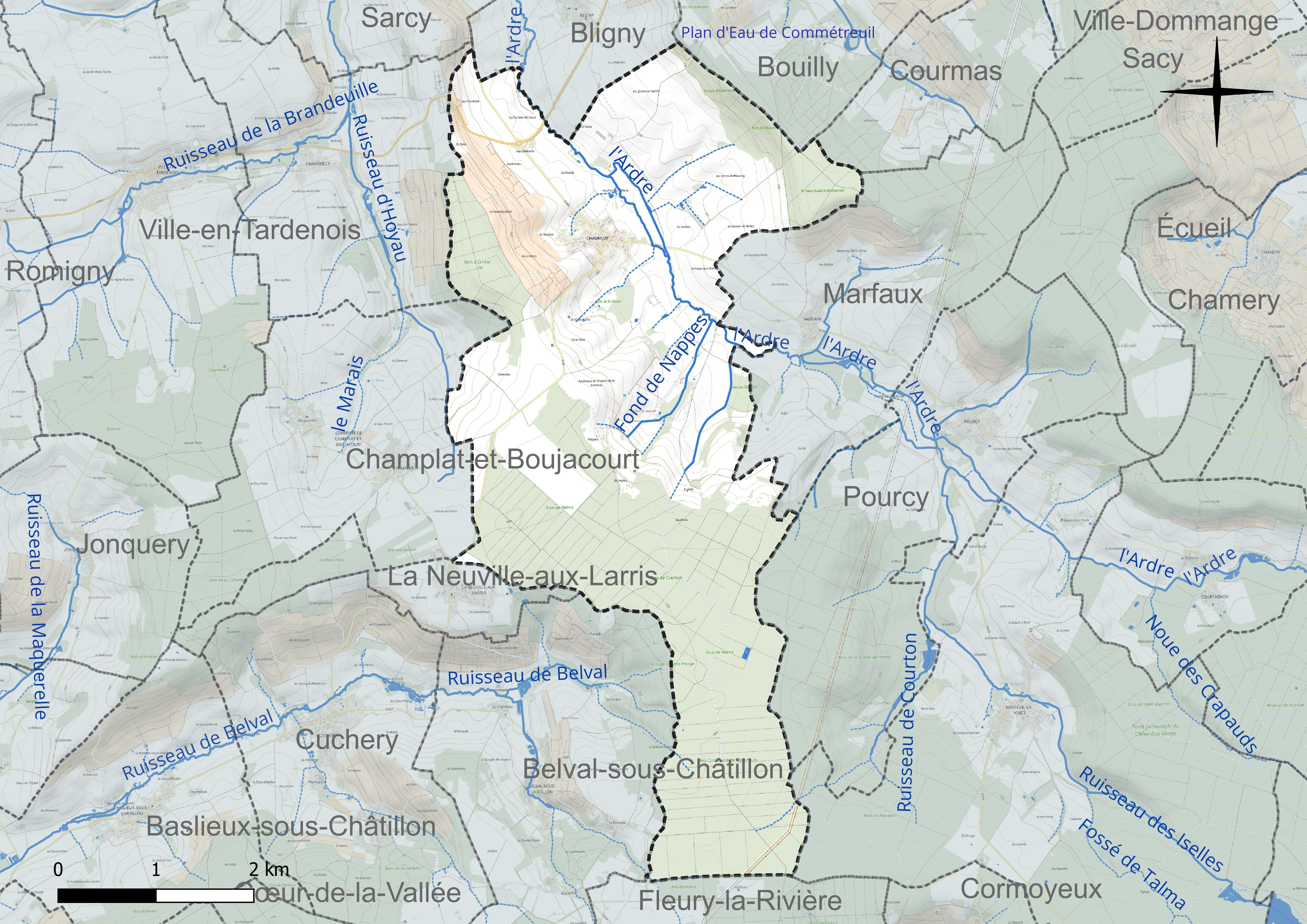
Réseau hydrographique de Chaumuzy.

#### Gestion et qualité des eaux
Le territoire communal est couvert par le schéma d'aménagement et de gestion des eaux (SAGE) « Aisne Vesle Suippe ». Ce document de planification, dont le territoire s’étend sur 3 096 km2 répartis sur trois départements (Aisne, Marne et Ardennes) et deux régions (Champagne-Ardenne et Picardie), a été approuvé le 16 décembre 2013. La structure porteuse de l'élaboration et de la mise en œuvre est le Syndicat d’aménagement des bassins Aisne Vesle Suippe (SIABAVES). 
La qualité des cours d’eau peut être consultée sur un site dédié géré par les agences de l’eau et l’Agence française pour la biodiversité. 

### Climat
Pour des articles plus généraux, voir Climat du Grand Est et Climat de la Marne.
En 2010, le climat de la commune est de type climat océanique dégradé des plaines du Centre et du Nord, selon une étude du Centre national de la recherche scientifique s'appuyant sur une série de données couvrant la période 1971-2000. En 2020, Météo-France publie une typologie des climats de la France métropolitaine dans laquelle la commune est exposée à un climat océanique altéré et est dans la région climatique  Nord-est du bassin Parisien, caractérisée par un ensoleillement médiocre, une pluviométrie moyenne régulièrement répartie au cours de l’année et un hiver froid (3 °C). 
Pour la période 1971-2000, la température annuelle moyenne est de 10,6 °C, avec une amplitude thermique annuelle de 16 °C. Le cumul annuel moyen de précipitations est de 734 mm, avec 12,4 jours de précipitations en janvier et 8,2 jours en juillet. Pour la période 1991-2020, la température moyenne annuelle observée sur la station météorologique de Météo-France la plus proche, « Chambrecy-Civc », sur la commune de Chambrecy à 3 km à vol d'oiseau, est de 10,7 °C et le cumul annuel moyen de précipitations est de 734,0 mm. 
La température maximale relevée sur cette station est de 40,3 °C, atteinte le 25 juillet 2019 ; la température minimale est de −22,1 °C, atteinte le 17 janvier 1985,,. 
Les paramètres climatiques de la commune ont été estimés pour le milieu du siècle (2041-2070) selon différents scénarios d'émission de gaz à effet de serre à partir des nouvelles projections climatiques de référence DRIAS-2020. Ils sont consultables sur un site dédié publié par Météo-France en novembre 2022.

## Urbanisme

### Typologie
Au 1er janvier 2024, Chaumuzy est catégorisée commune rurale à habitat dispersé, selon la nouvelle grille communale de densité à sept niveaux définie par l'Insee en 2022.
Elle est située hors unité urbaine. Par ailleurs la commune fait partie de l'aire d'attraction de Reims, dont elle est une commune de la couronne,. Cette aire, qui regroupe 294 communes, est catégorisée dans les aires de 200 000 à moins de 700 000 habitants,.

### Occupation des sols
L'occupation des sols de la commune, telle qu'elle ressort de la base de données européenne d’occupation biophysique des sols Corine Land Cover (CLC), est marquée par l'importance des territoires agricoles (54,5 % en 2018), une proportion sensiblement équivalente à celle de 1990 (54,6 %). La répartition détaillée en 2018 est la suivante : 
terres arables (45,4 %), forêts (44,2 %), cultures permanentes (4,8 %), prairies (2,6 %), zones agricoles hétérogènes (1,7 %), zones urbanisées (1,3 %). L'évolution de l’occupation des sols de la commune et de ses infrastructures peut être observée sur les différentes représentations cartographiques du territoire : la carte de Cassini (XVIIIe siècle), la carte d'état-major (1820-1866) et les cartes ou photos aériennes de l'IGN pour la période actuelle (1950 à aujourd'hui).

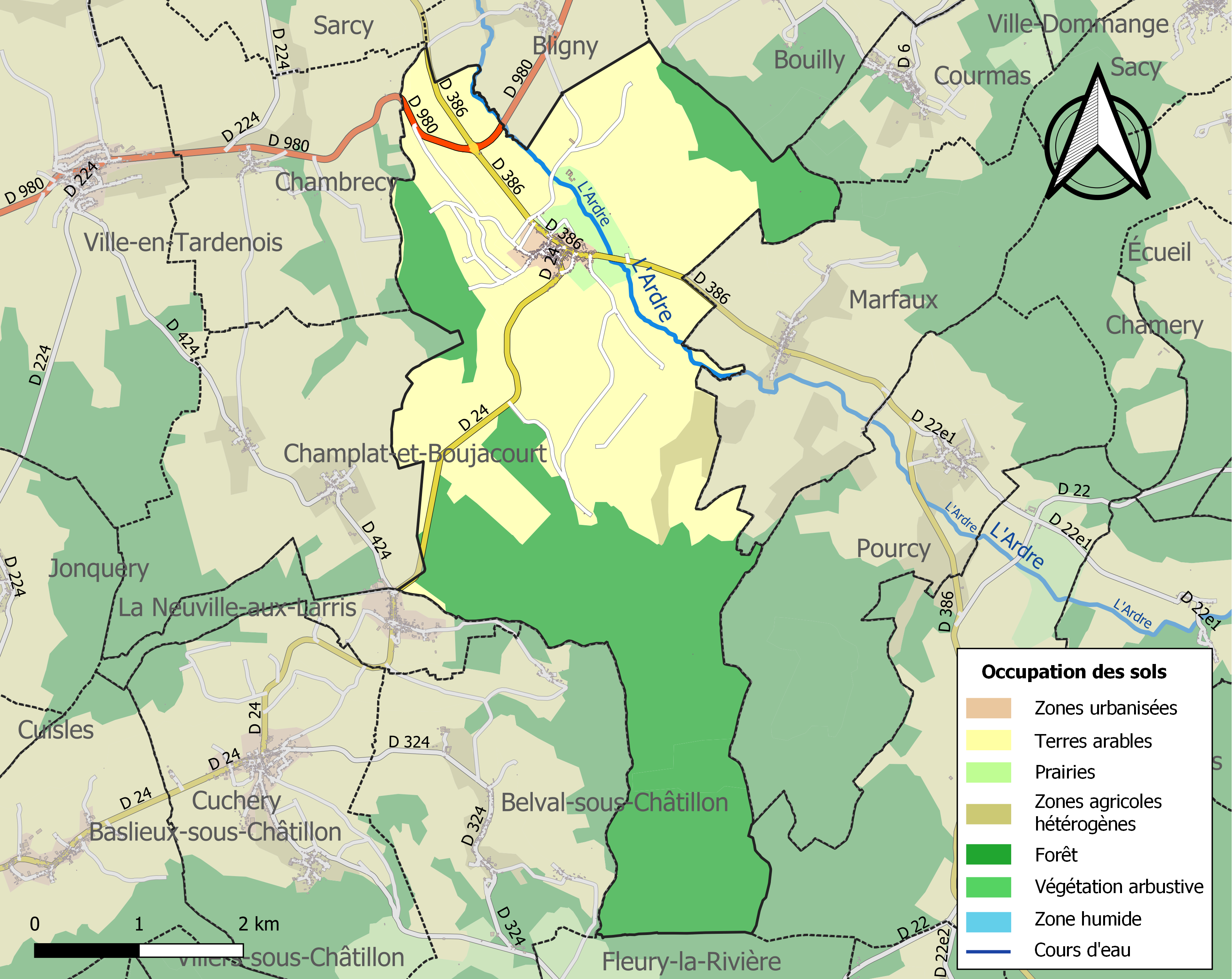
Carte des infrastructures et de l'occupation des sols de la commune en 2018 (CLC).

## Toponymie
Le nom de la localité est attesté sous les formes Calmiciacus (fin VIe|s siècle) ; Chaumusi (vers 1222).

## Histoire
Le village appartenait au domaine des archevêques de Reims, don de Gimolad maire du palais d'Austrasie de 642 à 656 à Nivard de Reims. Au bord de la forêt du massif Saint-Thierry, elle marquait un carrefour et la bordure des possessions des archevêques.
Remi de Reims est lié à la ville par un miracle qu'il y fit de son vivant ainsi que par une station de ses reliques lorsqu'elles furent rapatriées d'Orbais après 883.
La grosse tour et l'église du village ont été détruites lors de la Première Guerre mondiale.

## Politique et administration

### Intercommunalité
La commune, antérieurement membre de la communauté de communes Ardre et Tardenois, est membre, depuis le 1er janvier 2014, de la communauté de communes Ardre et Châtillonnais.
En effet, conformément au schéma départemental de coopération intercommunale de la Marne du 15 décembre 2011, cette communauté de communes Ardre et Châtillonnais est issue de la fusion, au 1er janvier 2014, de la communauté de communes du Châtillonnais et de la communauté de communes Ardre et Tardenois,.

### Liste des maires
| Période                                  | Période                      | Identité         | Étiquette | Qualité |
| ---------------------------------------- | ---------------------------- | ---------------- | --------- | ------- |
| 1876                                     |                              | M. Suply         |           |         |
| Les données manquantes sont à compléter. |                              |                  |           |         |
| avant 1981                               | 1983                         | Georges Labeille |           |         |
| 1983                                     | ?                            | Luc Rémond       |           |         |
| 2001                                     | 2014                         | André Visneux    |           |         |
| 2014                                     | En cours (au 4 juillet 2014) | Jacky Crety      |           |         |

## Démographie
L'évolution du nombre d'habitants est connue à travers les recensements de la population effectués dans la commune depuis 1793. Pour les communes de moins de 10 000 habitants, une enquête de recensement portant sur toute la population est réalisée tous les cinq ans, les populations de référence des années intermédiaires étant quant à elles estimées par interpolation ou extrapolation. Pour la commune, le premier recensement exhaustif entrant dans le cadre du nouveau dispositif a été réalisé en 2006.

En 2022, la commune comptait 348 habitants, en évolution de −7,2 % par rapport à 2016 (Marne : −1,19 %, France hors Mayotte : +2,11 %).
| 1793 | 1800 | 1806 | 1821 | 1831 | 1836 | 1841 | 1846 | 1851 |
| ---- | ---- | ---- | ---- | ---- | ---- | ---- | ---- | ---- |
| 740  | 714  | 797  | 771  | 879  | 886  | 879  | 894  | 840  |

| 1856 | 1861 | 1866 | 1872 | 1876 | 1881 | 1886 | 1891 | 1896 |
| ---- | ---- | ---- | ---- | ---- | ---- | ---- | ---- | ---- |
| 770  | 783  | 740  | 668  | 660  | 650  | 622  | 612  | 608  |

| 1901 | 1906 | 1911 | 1921 | 1926 | 1931 | 1936 | 1946 | 1954 |
| ---- | ---- | ---- | ---- | ---- | ---- | ---- | ---- | ---- |
| 618  | 601  | 592  | 518  | 503  | 460  | 422  | 400  | 371  |

| 1962 | 1968 | 1975 | 1982 | 1990 | 1999 | 2006 | 2011 | 2016 |
| ---- | ---- | ---- | ---- | ---- | ---- | ---- | ---- | ---- |
| 352  | 345  | 311  | 332  | 327  | 315  | 314  | 375  | 375  |

| 2021 | 2022 | - | - | - | - | - | - | - |
| ---- | ---- | - | - | - | - | - | - | - |
| 362  | 348  | - | - | - | - | - | - | - |

## Économie
Chaumuzy possède un vignoble de 82 hectares en appellation Champagne composé majoritairement de pinot meunier.

## Culture locale et patrimoine

### Lieux et monuments

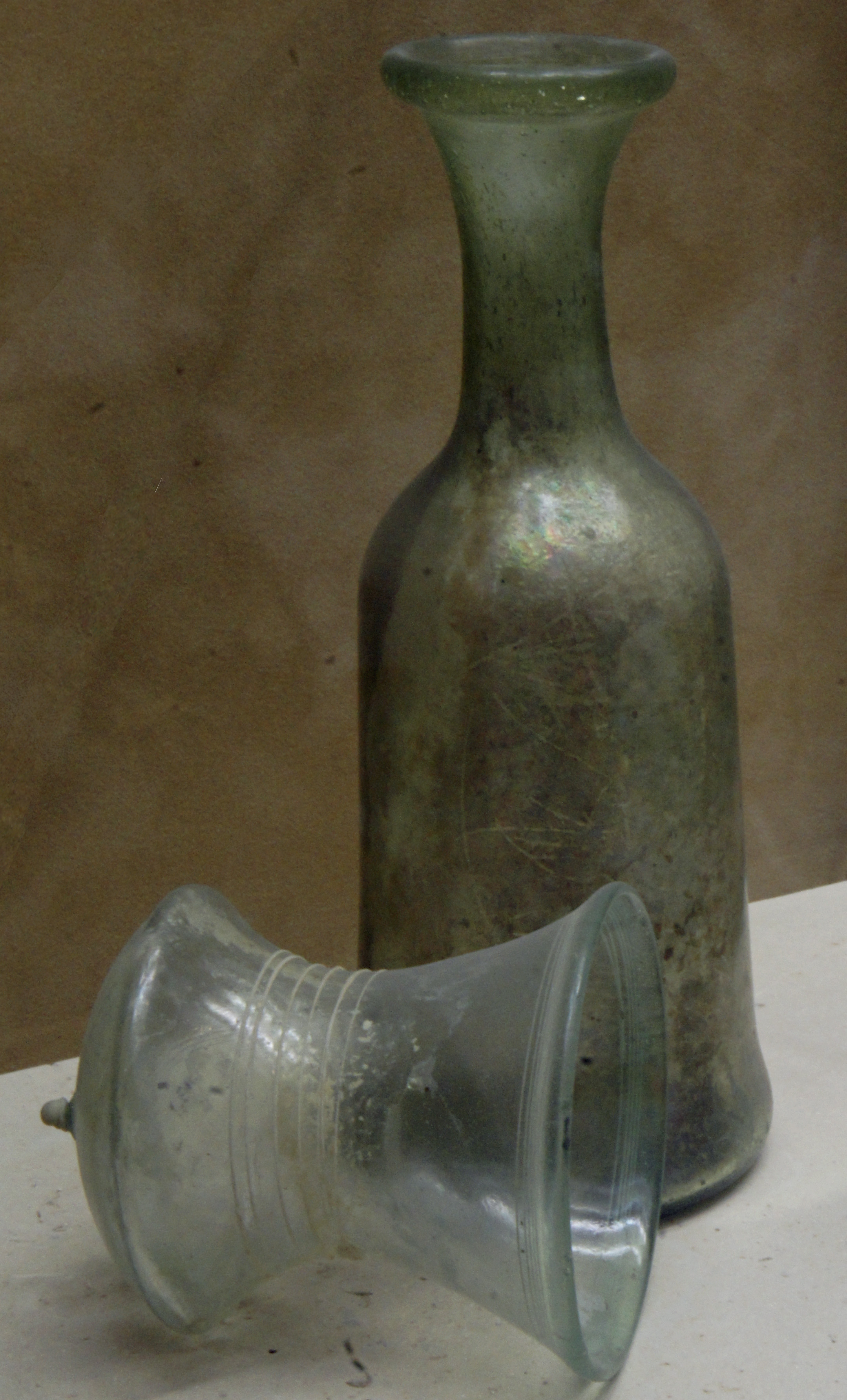
Verrerie gallo-romaine trouvée à Chaumuzy.

- Monument aux soldats italiens de la Première Guerre mondiale.
- L'église Saint-Cancien, bâtie au XIIIe siècle, et agrandie au XIXe[32].

### Personnalités liées à la commune
- Jean Simon Pierre Pinon (1743-1816), général des armées de la République et de l'Empire,né dans la commune, décédé à Paris.

### Héraldique
| Blason de Chaumuzy | Blason  | Parti: au 1er d'or au cep de vigne de tenné, feuillé de sinople, fruité de gueules et tuteuré de sable, au 2e de gueules à l'épée basse d'argent, garnie d'or et posée en barre; le tout sommé d'un chef d'azur à la bande d'argent chargée de trois feuilles de chêne de sinople et côtoyée de deux doubles cotices potencées contre-potencées d'or. |
| Blason de Chaumuzy | Détails | Le statut officiel du blason reste à déterminer. |